# 조지 워싱턴의 프랑스-인디언 전쟁
조지 워싱턴의 군사 경험은 프렌치 인디언 전쟁에서 영국령 버지니아 식민지 민병대 소령으로 임명되면서 시작되었다. 1753년 워싱턴은 영국 왕실의 대사로 프랑스 관리들과 인디언들에게 현재의 펜실베이니아주 이리까지 북쪽으로 파견되었다. 이듬해 그는 현재의 펜실베이니아주 피츠버그에 요새 건설을 돕기 위해 그 지역으로 또 다른 원정을 이끌었다. 그 지점에 도달하기 전에, 그는 그의 부하들과 밍고족 동맹군인 타나차리슨이 이끄는 부대와 함께 프랑스 정찰대를 매복 공격했다. 정확한 사망 경위는 논란이 있었지만, 그들의 지도자는 사망했다. 이 평화 시의 침략 행위는 전 세계적인 7년 전쟁으로 이어지는 첫 번째 군사적 조치 중 하나로 간주된다. 프랑스군은 매복 후 워싱턴이 세운 요새를 공격하여 그를 항복시켰다. 가석방된 워싱턴과 그의 부대는 버지니아로 돌아갔다.
1755년 그는 불운한 에드워드 브래덕 장군의 원정에 자원 봉사자로 참여했으며, 결정적인 머논가힐라 전투 이후의 퇴각에서 자신을 드러냈다. 그는 1755년부터 1758년까지 버지니아 연대의 대령 및 사령관으로 복무하며 프랑스와 인디언의 습격에 대한 지방 방어를 지휘하고 연대를 당시 가장 잘 훈련된 지방 민병대 중 하나로 만들었다. 그는 1758년 존 포브스 장군의 원정의 일환으로 연대를 이끌어 프랑스군을 뒤켄 요새에서 성공적으로 몰아냈으며, 이 과정에서 그와 그의 일부 부대가 아군 사격 사건에 연루되었다. 영국 육군에 임관하지 못한 워싱턴은 이후 지방 민병대에서 사임하고 결혼하여 버지니아 농장주로서의 삶을 살았다.
워싱턴은 전쟁 중에 전술, 전략, 병참 등 귀중한 군사 기술을 습득했다. 그는 또한 영국 군사 기관 및 지방 정부와의 협상에서 중요한 정치적 기술을 습득했다. 그의 군사적 업적은 몇 가지 주목할 만한 실패를 포함했음에도 불구하고, 식민지에서 그의 군사적 명성을 높여 1775년 미국 독립 전쟁 발발 이후 대륙육군의 총사령관으로 자연스럽게 선택될 수 있었다. 이 분쟁 동안 그의 군사적, 정치적 성공은 그를 초대 미국 대통령으로 선출되게 했다.

## 배경
1732년 [율리우스력 1731] 프레더릭스버그 근처 브리지스 크릭의 유복한 버지니아 가문에서 태어난 워싱턴은 15세까지 지역에서 학교를 다녔다. 워싱턴이 불과 11세였을 때 아버지가 갑자기 사망했다. 이로 인해 영국에서 학교를 다닐 가능성이 사라졌고, 그의 어머니는 그를 영국 왕립 해군에 입대시키려는 시도를 거부했다. 그의 이복형제인 로렌스가 부유한 페어팩스 가문과 결혼으로 연결된 덕분에 워싱턴은 1749년 컬페퍼군의 측량사로 임명되었다. 그는 겨우 17세였다. 워싱턴의 형은 오하이오 컴퍼니의 지분을 매입했는데, 이 회사는 오하이오강 북서쪽 영토인 오하이오 영토를 포함하여 버지니아 국경 지역을 개척하는 것을 목표로 하는 토지 취득 및 정착 회사였다. 이 투자자들 중에는 버지니아의 왕립 총독인 로버트 딘위디도 있었는데, 그는 1753년 2월 워싱턴을 지방 민병대 소령으로 임명했다.

## 사절
오하이오 영토는 현재 뉴욕주 북서부에 기반을 둔 이로쿼이 연맹의 명목상 정치적 통제하에 있던 다양한 인디언 부족들이 점유하고 있었다. 이 지역은 또한 영국과 프랑스 식민지 간의 여러 상충되는 주장의 대상이 되었다. 영국 식민지인 버지니아와 펜실베이니아 식민지는 모두 이 지역을 주장했으며, 펜실베이니아 상인들은 적어도 1740년대 초부터 인디언들과 거래를 해왔다. 1752년, 오하이오 컴퍼니 대표들은 현지 인디언 지도자들과 협정을 맺어 앨러게니강과 머논가힐라강의 합류점(현재의 펜실베이니아주 피츠버그)에 요새와 작은 정착촌을 건설하고 오하이오강 남쪽에 일부 정착촌을 건설할 수 있도록 했다. 프랑스인들은 이러한 발전에 놀라 1753년에 오하이오강 상류(현재의 펜실베이니아주 이리 근처)에 일련의 요새를 건설하기 시작했으며, 요새의 선을 강 아래로 확장하여 영국 상인과 정착민들이 그 영토에 접근하는 것을 막을 의도였다. 이 소식이 버지니아에 전해지자 딘위디 총독은 런던의 영국 정부에 조언을 구했다. 그는 프랑스인들에게 영국측 주장을 재차 강조하고 요새 건설을 중단하고 영토를 떠나라고 요구하는 사절을 보내라는 명령을 받았다.

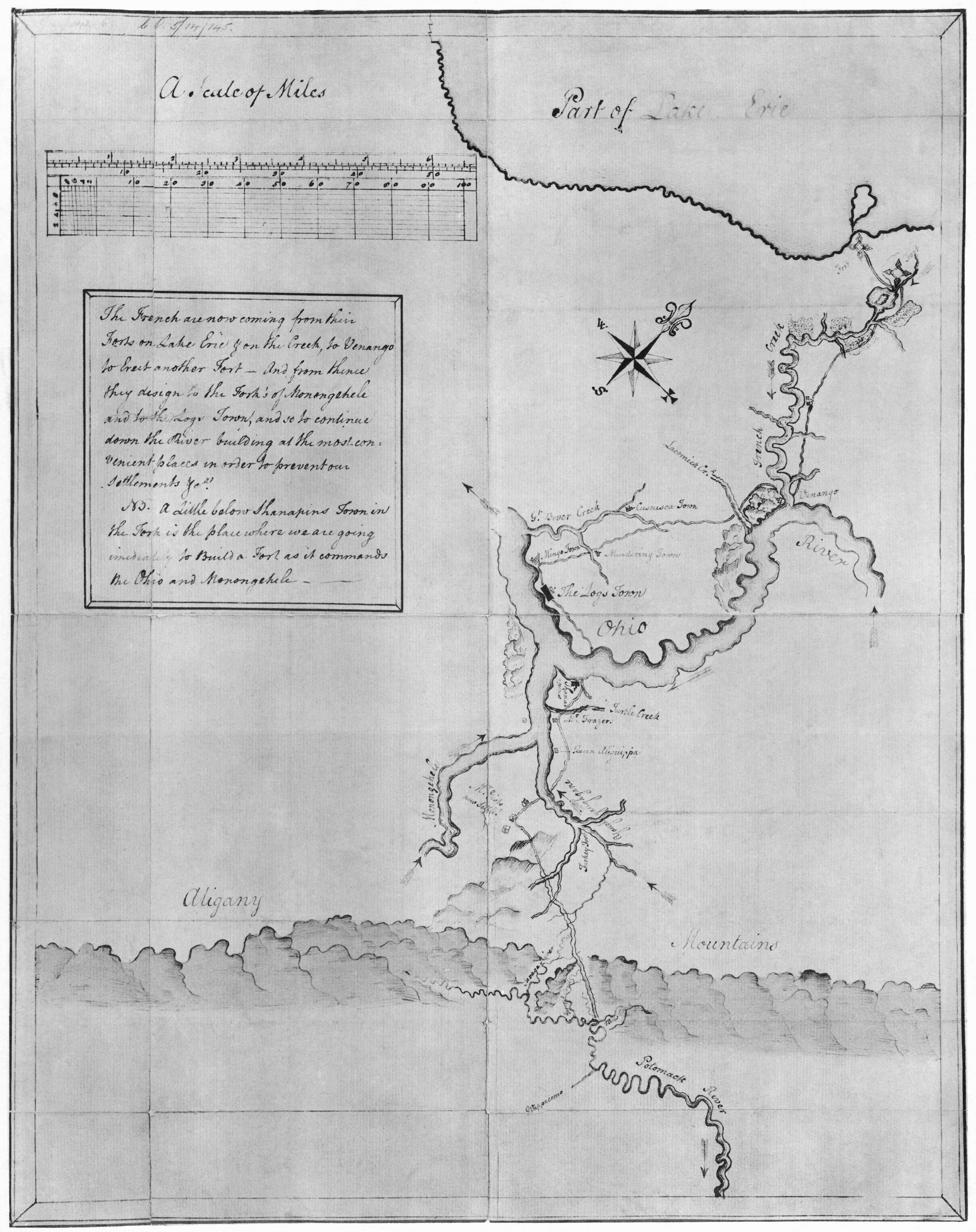
워싱턴이 1753년 원정 중 또는 원정 후에 그린 오하이오 강 상류 및 주변 지역 지도

딘위디 총독은 당시 21세였던 워싱턴 소령을 오하이오 지방으로 보내 프랑스 군사 상황을 평가하고 영국의 요구를 전달하도록 선택했다. 그는 젊었음에도 불구하고 측량 작업으로 국경 지역에 익숙하고 건강했으며 정부와 오하이오 회사 지도자들이 워싱턴을 신뢰했기 때문에 좋은 선택이었다. 그는 국경 전쟁 경험이 없었지만, 다른 대부분의 버지니아인들도 마찬가지였다. 워싱턴은 1753년 10월 말 윌리엄스버그를 떠났다. 프레더릭스버그에서 그는 프랑스어를 구사하는 가족 친구인 제이콥 반 브라암을 태우고 버지니아 고지대로 향했다. 거기서 그는 그 지역에 익숙한 오하이오 회사 요원인 크리스토퍼 기스트와 원정 물류를 돕기 위한 몇 명의 후방 주민들과 합류했다. 원정대가 제안된 요새 부지에 도착했을 때, 워싱턴은 그 부지가 "모논가헬라를 완전히 통제할 수 있는" 좋은 위치에 있다고 언급했다.
그 후 원정대는 오하이오강을 따라 조금 떨어진 대규모 인디언 정착지인 로그스타운으로 이동했다. 인디언들과 협상한 후, 밍고족 "하프 킹" 타나차리슨과 그의 부하 세 명이 프랑스인들을 만나기 위해 영국 원정대에 동행하기로 동의했다. 워싱턴은 또한 오하이오 부족들 중 많은 수가 프랑스의 요새화 계획만큼이나 영국인들의 정착 계획에 불만을 가지고 있다는 것을 알게 되었다. 11월 30일 로그스타운을 떠나, 그들은 12월 4일 포트 마쇼에 도착했다. 그곳의 지휘관인 필립-토마스 드 종케르 대위는 워싱턴을 북쪽에 주둔하고 있는 그의 상급 장교인 포트 르뵈프의 지휘관에게 보냈다. 종케르와 식사하는 동안 워싱턴은 프랑스인들이 "오하이오를 점령할" 의도를 가지고 있다는 것을 알게 되었다.
워싱턴 일행은 12월 11일 맹렬한 눈보라 속에서 르뵈프 요새에 도착했다. 프랑스군 지휘관 자크 르가르되르 드 생피에르 대위는 그들을 환대했지만, 딘위디의 요구에 대해 그 편지는 그의 상급자인 뉴프랑스 총독 뒤켄 후작에게 적절하게 전달되어야 한다고 지적했다. 딘위디에게 보낸 르가르되르의 답장은 명확하고 간결했다: "후퇴하라는 당신의 소환에 대해, 나는 그것에 복종할 의무가 없다고 생각한다." 워싱턴은 12월 16일 출발하기 전에 두 요새의 군사 배치를 주의 깊게 기록했다. 그는 타나차리슨과 그의 부하들이 프랑스인들과 더 많은 논의를 위해 남아 있었다는 사실에 다소 걱정했다. 그는 "나는 가장 풍부한 두뇌가 생각해낼 수 있는 모든 계략이 하프 킹을 그들의 이익에 끌어들이기 위해 사용되는 것을 보았다"고 썼다. 그는 한 달간의 힘든 여행 끝에 윌리엄스버그로 돌아왔다. 딘위디는 프랑스의 위협을 강조하기 위해 워싱턴의 원정 보고서를 널리 배포했다. 그것은 대서양 양쪽에서 인쇄되어 워싱턴에게 국제적인 명성을 안겨주었다.

## 주몽빌과 네세시티 요새

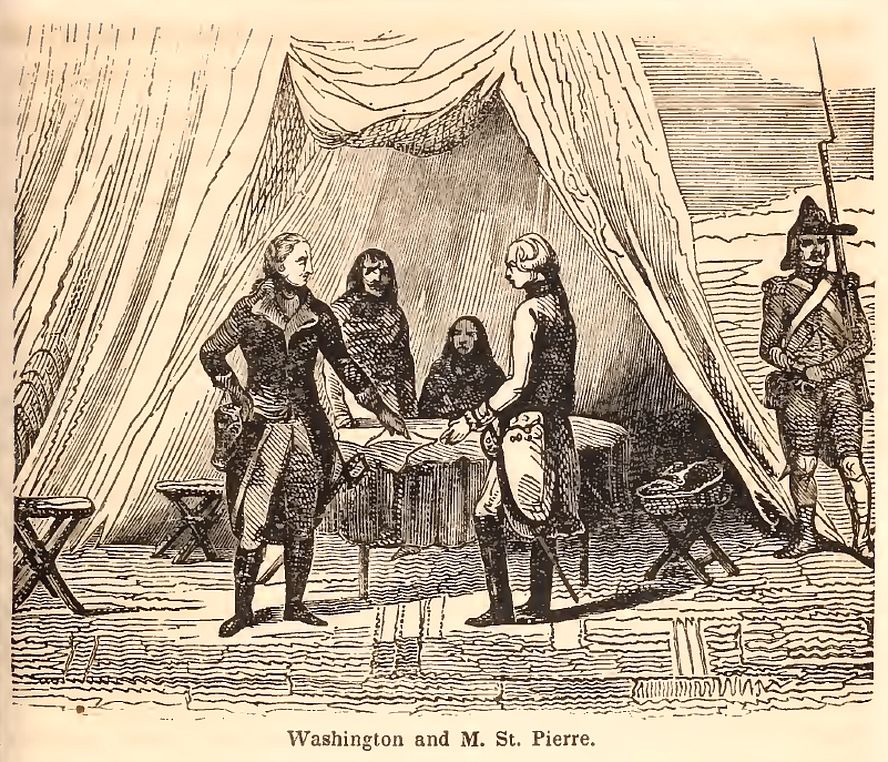
1753년 조지 워싱턴 (왼쪽)이 프랑스군 사령관 자크 르가르되르 드 생피에르를 만나는 모습

워싱턴이 이 원정에서 돌아오는 동안 딘위디는 윌리엄 트렌트 지휘 아래 오하이오 컴퍼니 소속 병사들(지방 민병대에도 임관되어 있었다)을 보내 회사의 요새 건설을 시작하도록 했다. 2월에 타나차리슨의 축복을 받아 트렌트와 그의 부하들은 알레게니 강과 모논가헬라 강 합류점에 요새 건설을 시작했다. 베낭고에 주둔한 르가르되르의 후임자인 클로드-피에르 페코디 드 콘트르쾨르는 약 500명의 프랑스계 캐나다인과 인디언들로 구성된 병력을 이끌고 그들을 축출하러 왔다(트렌트 부하들에게 전해진 소문에는 그 병력이 1,000명이라고 했다). 4월 16일, 그들은 강 합류점에 도착했고, 다음 날, 트렌트 부재 시 에드워드 워드 소위가 지휘하던 36명의 트렌트 병력은 타나차리슨의 강력한 반대에도 불구하고 그 자리를 떠나기로 합의했다. 프랑스인들은 그 후 뒤켄 요새 건설을 시작했다.
워싱턴은 윌리엄스버그로 돌아와 새로 창설된 버지니아 연대의 중령으로 임관되었고, 딘위디로부터 트렌트의 요새 완성을 지원하기 위한 병력을 모으라는 명령을 받았다. 딘위디의 명령은 "방어적으로 행동하되, 어떤 시도라도 공사를 방해하거나 우리의 [정착촌]을 어떤 사람에 의해서든 방해하려는 시도가 있을 경우, 당신은 그러한 모든 범법자들을 제지해야 하며, 저항할 경우 그들을 포로로 잡거나 죽이고 파괴해야 한다"는 것이었다. 역사가 프레드 앤더슨은 영국 정부의 지식이나 지시 없이 발행된 딘위디의 지시를 "전쟁을 시작하라는 초대"로 묘사한다. 워싱턴은 도중에 가능한 한 많은 보급품과 유급 자원봉사자를 모으라는 명령을 받았다. 그가 4월 2일 국경으로 떠날 때쯤에는 160명 미만의 병력을 모집했다. 그는 빠르게 이동하며 포병 없이 북서쪽으로 진군하여 도중에 추가 민병대를 모집했다. 4월 19일, 윈체스터 (버지니아주) 외곽에서 워싱턴은 대규모 프랑스군이 알레게니강을 따라 내려오고 있다는 소식을 들었다. 윌스 크릭 (포토맥 강 북쪽 지류)에 도착하자 그는 트렌트 부대의 일부를 만났는데, 그들은 프랑스군의 도착을 확인하는 것 외에도 타나차리슨의 지지 메시지를 가져왔다. 타나차리슨의 지지를 유지하기 위해 워싱턴은 후퇴하는 대신 진격하기로 결정했다. 그러나 도로 건설은 더디게 진행되었고, 5월 말까지 워싱턴의 부대는 포크스에서 남쪽으로 약 37 마일 (60 km) 떨어진 그레이트 메도우스(현재 페이엣군 (펜실베이니아주)에 있음)라고 알려진 곳에 도달했다. 그곳에서 그는 작은 요새 건설을 시작하고 추가 소식이나 지시를 기다렸다.
5월 23일, 현재 뒤켄 요새를 지휘하는 콘트르쾨르는 조제프 쿨롱 드 빌리에르 드 주몽빌에게 35명의 프랑스계 캐나다인을 보내 워싱턴이 프랑스 영토에 진입했는지 확인하고, 워싱턴 부대에게 철수를 명령하는 소환장을 전달하도록 했다. 이 소환장은 워싱턴이 1753년에 그들에게 전달했던 것과 성격이 유사했다. 5월 27일, 워싱턴은 크리스토퍼 기스트로부터 약 50명 규모의 프랑스 부대가 그 지역에 있다는 소식을 들었다. 이에 워싱턴은 기스트와 함께 75명의 병사를 보내 그들을 찾아오도록 했다. 그날 저녁, 워싱턴은 타나차리슨으로부터 메시지를 받았는데, 그는 캐나다인들의 캠프를 찾았으며 두 사람이 만나야 한다는 내용이었다. 워싱턴은 방금 다른 부대를 프랑스군 추격에 보냈음에도 불구하고, 40명의 병력을 이끌고 타나차리슨을 만나러 갔다. 밍고족 지도자는 12명의 전사들과 함께 있었는데, 그 중 두 명은 소년들이었다. 문제를 논의한 후, 두 지도자는 캐나다인들을 공격하기로 합의했다.

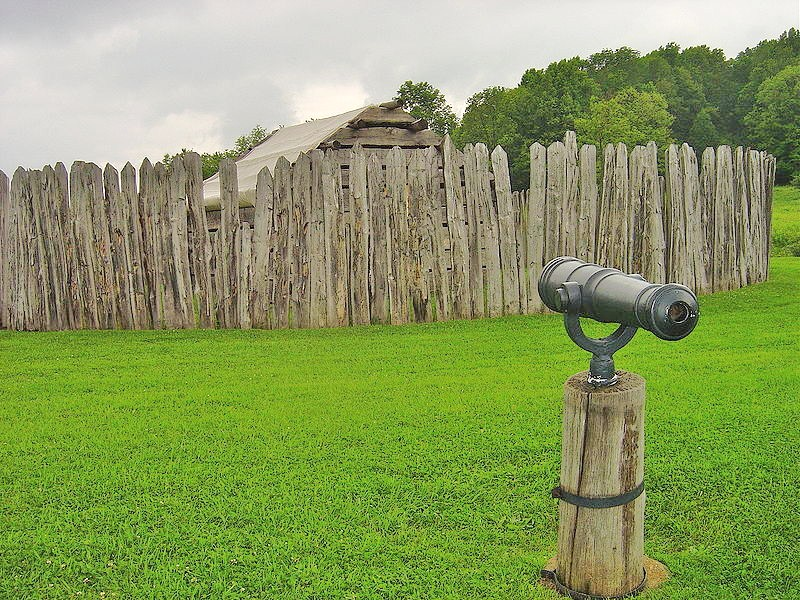
네세시티 요새 재현

워싱턴과 타나차리슨은 주먼빌의 부대를 매복 공격하여 프랑스 진영에 몰래 접근하여 포위했다. 일부는 여전히 잠들어 있었고, 다른 일부는 아침 식사를 준비하고 있을 때 워싱턴은 예고 없이 발포 명령을 내렸다. 일제 사격에서 벗어난 사람들은 무기를 움켜쥐었지만, 빠르게 압도당했다. 주먼빌을 포함한 프랑스인 10명이 사망하고 1명이 부상을 입었으며, 한 명(뒤켄 요새의 프랑스 지휘관에게 경고하러 도망친 사람)을 제외한 나머지 전원이 포로로 잡혔다.
주몽빌의 정확한 죽음의 상황은 논란이 있다. 콘트르쾨르는 주몽빌과 다른 부상당한 프랑스인들 대부분이 항복한 후 영국군 머스켓 사격에 의해 냉정하게 학살당했다고 주장했고, 워싱턴은 자신의 기록에서 주몽빌이 사망했다고 주장했지만 구체적인 내용은 밝히지 않았다. 다른 기록에서는 주몽빌이 소환장을 읽고 있는 동안 타나차리슨이 토마호크로 주몽빌을 죽였다고 주장했다. 영국군이 전장을 떠나 그레이트 메도우스의 진영으로 돌아갈 때, 그들은 프랑스군의 시신을 매장하지 않았다.
워싱턴은 프랑스군의 반격을 예상하며 그레이트 메도우즈에 네세시티 요새 건설을 마쳤다. 6월 2일에 완공된 요새는 높이 7 피트 (2.1 m), 지름 약 50 피트 (15 m)의 나무 목책에 해자로 둘러싸인 것 외에는 별다른 것이 없었다. 요새의 위치는 너무나 좋지 않아(적에게 은신처를 제공하는 더 높은 언덕과 숲으로 둘러싸여 있었다) 타나차리슨은 그 결함을 지적하려 했다. 워싱턴은 "500명의 인디언 공격에도 견딜 수 있다"고 확신하며 이러한 우려를 일축했다. 다음 한 달 동안 그의 병력은 버지니아에서 온 200명과 사우스캐롤라이나에서 진군해 온 100명의 영국 정규군 독립 중대가 합류하여 늘어났고, 그는 계속해서 포크스 방향으로 도로를 건설했다. 도착한 버지니아 병사들은 주몽빌 글렌에서의 성공에 대한 딘위디 총독의 축하와 조슈아 프라이 대령이 낙마하여 사망했기 때문에 워싱턴이 대령으로 진급했다는 소식을 전했다.
도로 건설이 계속되는 동안 워싱턴은 타나차리슨에게 더 많은 인디언 지원을 요청했다. 그러나 하프 킹은 영국군의 대의에 대한 확신을 잃은 듯했고, 그와 그의 추종자들은 곧 영국군 진영을 떠났다. 인디언 지원의 이러한 완전한 상실은 워싱턴이 그의 작업대를 네세시티 요새로 철수하도록 만들었다. 얼마 지나지 않아 700명의 프랑스군과 인디언들이 요새를 포위했고, 워싱턴은 곧 항복할 수밖에 없었다. 워싱턴이 서명한 항복 문서는 그의 병사들이 1년 동안 오하이오 지방으로 돌아가는 것을 막았고, 주몽빌이 "암살"당했다는 시인을 포함하고 있었다. (문서는 워싱턴이 읽을 수 없는 프랑스어로 쓰여 있었고, 그에게 잘못 번역되었을 수도 있다) 프랑스인들이 주몽빌 부대가 외교적(군사적이지 않은) 임무를 띠고 있었다고 주장했기 때문에, "주몽빌 사건"은 국제적인 사건이 되었고, 뒤이은 군사적 확전은 전 세계적인 7년 전쟁으로 비화되었다. 대부분의 버지니아인들은 특별히 비판적이지 않았지만, 다른 곳에서는 워싱턴의 행동에 대한 불만이 있었다. 한 뉴요커는 워싱턴이 성급하게 행동했으며 "모든 명예를 너무 탐했다"고 썼고, 런던 평론가들은 식민지 군사 경험 부족을 이유로 실패를 무심코 일축했다. 딘위디 총독은 공개적으로 워싱턴을 지지했지만, 사적으로는 그를 비판하며 버지니아 연대의 일부 문제가 "적절한 지휘 부족"에서 비롯되었다고 지적했다. 딘위디는 (실제로 오하이오 지방에 도달하지 못한) 후속 원정의 지휘를 노스캐롤라이나 민병대 대령 제임스 인스에게 맡겼다. 어린 대령의 기세를 꺾기 위해 고안되었을 수도 있는 또 다른 조치로, 딘위디는 버지니아 연대를 별도의 중대로 재편성하고 대위 이상의 계급을 없앴다. 워싱턴은 강등을 받아들이는 대신 사임했다.

## 브래독의 패배

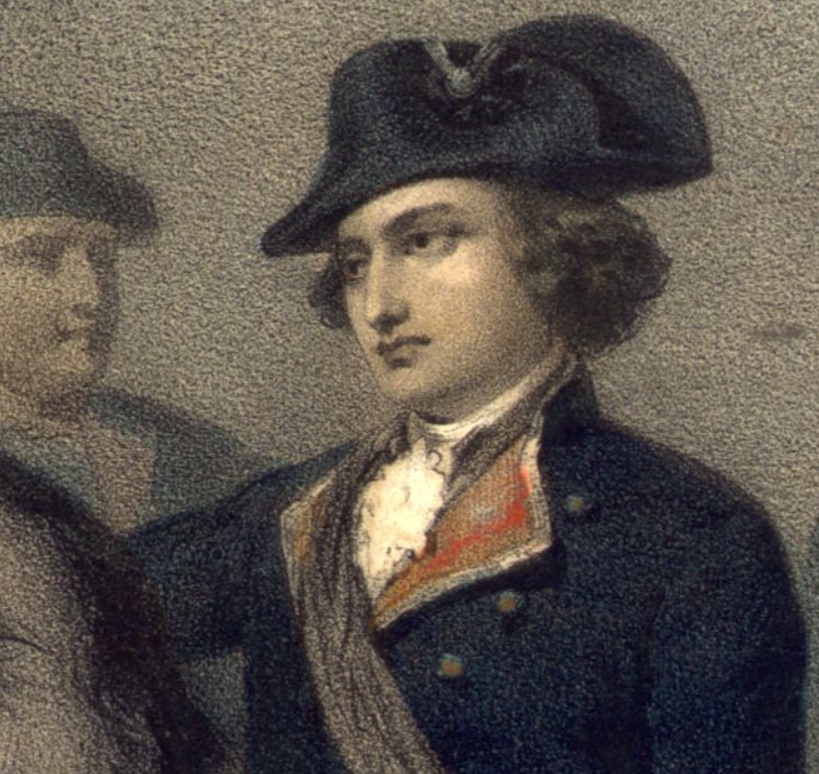
머논가힐라 전투 당시 조지 워싱턴의 잘린 사후 초상화

1755년, 영국군의 군사적 확전의 일환으로 에드워드 브래독 소장이 영국 육군 정규군 병력을 이끌고 북아메리카에 도착하여 오하이오 지방의 프랑스군에 대한 대규모 작전을 지휘하게 되었다. 워싱턴은 이 원정에 참여하기를 원했지만, 지방 장교로서는 정규군 하급 장교에게도 계급상 밀리게 되므로 이를 거부했다. (워싱턴은 "영국 정규군 장교들이 지방 장교와 병사들에 대한 경멸을 표현하고, 영국 장교들이 계급에 관계없이 항상 식민지 출신 장교보다 상급이라는 사실을 깨달았을 때 격분했다"고 전해진다.) 딘위디 총독의 중재로 협상을 통해 워싱턴은 브래독의 보좌관 중 한 명으로 무급 자원봉사직을 제안받았다. 워싱턴은 이를 수락하며 브래독의 수석 보좌관인 로버트 오르메 대위에게 "나는 군사 기술에 약간의 지식을 얻는 것 외에는 더 간절히 바라는 것이 없다"고 썼고, 이 직책이 그에게 "앞으로 군사 분야에서 성공을 추구할 가치가 있다면 유용할 수 있는 인맥을 형성할 좋은 기회"를 제공할 것이라고 덧붙였다.

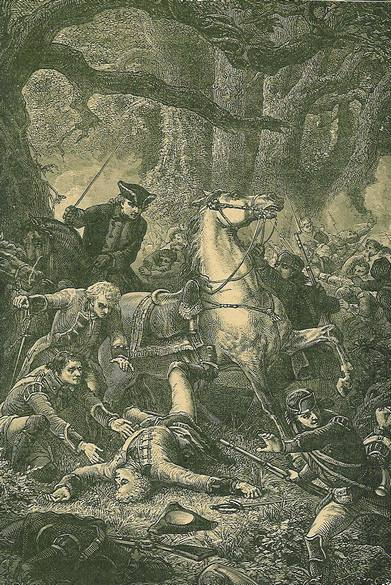
1755년 7월 9일 브래독 소장의 머논가힐라 전투 중 사망 장면.

브래독의 정규군이 알렉산드리아 (버지니아주)에 도착했을 때, 워싱턴은 그곳에서 많은 시간을 보내며 보병 훈련과 군대의 다른 내부 업무를 관찰했고, 심지어 브래독의 명령을 베껴쓰며 작성 스타일을 익히기도 했다. 원정대는 마침내 1755년 4월에 출발했는데, 무거운 포병과 긴 보급품 수송대 때문에 워싱턴이 1754년에 닦아놓았던 길을 따라 매우 느리게 전진했다. 브래독과 그의 일행은 5월 10일 포트 컴벌랜드 (메릴랜드주)에 도착했다. 그곳에서부터 군대가 머논가힐라강으로 이동하면서 진행 속도는 더욱 느려졌다. 워싱턴은 도중에 이질에 걸려 병이 났고, 7월 8일에야 대열에 다시 합류했는데, 이때는 머논가힐라강에 가까워지고 있었다.
다음 날, 토머스 게이지 중령의 경보병대가 뒤켄 요새에서 약 10 마일 (16 km) 떨어진 모논가헬라강을 건넌 후, 그들을 찾아 나섰던 프랑스-인디언군과 우연히 마주쳤다. 양측 모두 놀랐지만, 프랑스-인디언군은 재빨리 대열을 정비하고 영국군에게 맹렬한 공격을 퍼부었다. 게이지의 부하들과 그들이 호위하던 작업대는 겁에 질려 도망쳤고, 마침 도착하던 정규군 대열(브래독과 그의 측근들도 포함되어 있었다)과 충돌했다. 영국 정규군의 규율은 무너졌고, 겁에 질린 후퇴가 시작되었으며, 프랑스-인디언군은 주변 숲의 엄폐물 뒤에서 그들을 향해 사격을 가했다. 브래독은 여러 마리의 말을 잃었고, 결국 치명적인 부상을 입고 쓰러졌다. 워싱턴은 전투에 상당히 깊이 관여했음에도 불구하고 비교적 무사히 살아남은 브래독의 소수의 보좌관 중 한 명이었다. 그는 두 마리의 말이 총에 맞아 쓰러졌고, 네 발의 총알이 그의 코트를 꿰뚫었다. 그는 부상을 입지 않았고 포화 속에서도 침착함을 보였다. 임시 들것에 실려 마차에 실려 있던 브래독은 워싱턴에게 그레이트 메도우즈에서 올라오고 있던 나머지 군대를 데려오라고 명령했다. 브래독 부대의 지친 잔병들은 결국 포트 컴벌랜드로 돌아왔고, 그곳에서 워싱턴은 그 사건에 대해 신랄하게 비판하는 편지를 썼다. 딘위디 총독에게 그는 영국군 장교들은 잘 싸웠지만, 그들의 "겁쟁이 병사들"은 그렇지 못했다고 보고했다. 버지니아인들은 잘 해냈다고 그는 말했다. 그들은 "남자답게 행동했고, 병사답게 죽었다"고 했다. 그의 보고서는 버지니아 연대의 명성을 드높였고, 워싱턴은 후퇴를 조직한 공로로 "모논가헬라의 영웅"으로 칭송받았다. 딘위디 또한 워싱턴의 "용맹한 행동"을 인정할 수밖에 없었고, 버지니아 시민 대표 의회는 워싱턴을 대령으로 하는 1,200명 규모의 연대로 식민지 방어군을 재편성했다.

## 지휘, 계급, 방어
딘위디 총독은 포트 컴벌랜드를 연대 본부로 지정했는데, 비록 그곳은 메릴랜드주에 위치해 있었음에도 그랬다. 워싱턴은 그곳이 메릴랜드 민병대 중대를 지휘하지만 왕실의 임명을 받은 존 다그워시 대위가 지휘하고 있어 자신보다 계급이 높다는 것을 알게 되었다. 1755년 9월 포트 컴벌랜드를 잠시 방문한 후, 워싱턴은 떠났고 대신 윈체스터에 기지를 두기로 결정했다. 그는 그 후 연대를 채우기 위해 징병 원정을 시작했으며, 종종 윌리엄스버그로 여행했다. 그곳에서 그는 딘위디에게 다그워시 밑에서 복무하는 것에 대해 심하게 불평했다. 다그워시가 버지니아인들이 포트 컴벌랜드에서 보급품을 받는 것을 거부하자(그곳의 위치에도 불구하고 버지니아가 비용을 지불하고 보급품을 공급했다), 딘위디는 워싱턴의 의견에 동의하게 되었다. 그는 브래독 사망 후 총사령관 대행을 맡고 있던 매사추세츠 주지사 윌리엄 셜리에게 워싱턴과 다른 버지니아 장교들을 왕실에 임명해달라고 요청하는 편지를 썼다. 셜리가 제때 응답하지 않자, 딘위디는 워싱턴에게 보스턴으로 직접 가서 요청을 갱신하도록 허가했다. 워싱턴은 도중에 주요 도시들을 방문하며 시간을 보냈지만, 그의 임무는 궁극적으로 부분적으로만 성공했다. 워싱턴을 접견한 후, 셜리는 버지니아 장교들이 다그워시와 다른 하급 영국 장교들보다 계급이 높다는 명령을 내렸다.

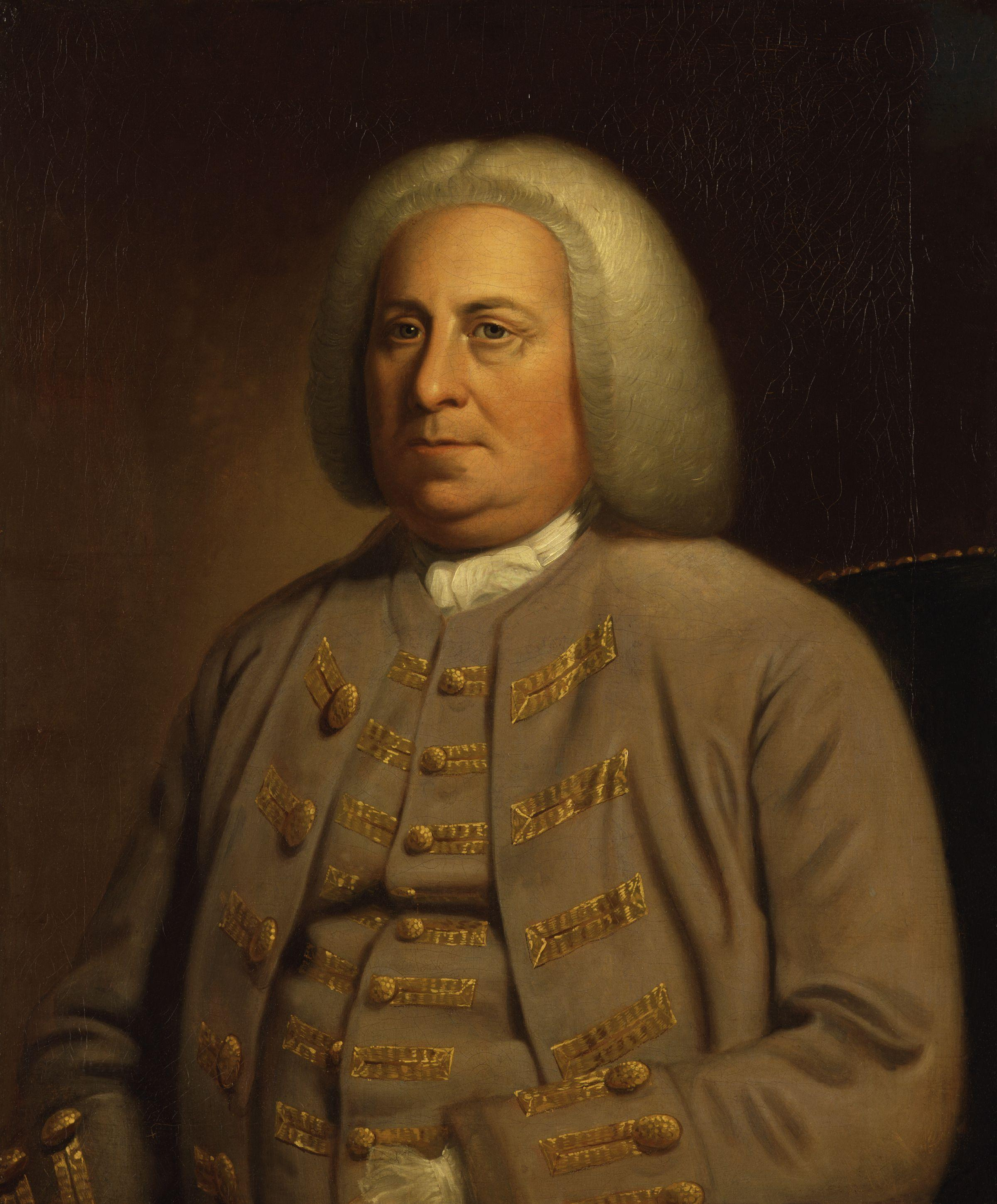
워싱턴은 버지니아 주지사 로버트 딘위디와 때로는 어려운 관계를 맺었다.

버지니아 연대 지휘 첫 해에 워싱턴은 이 부대를 식민지 최고의 지방 군사 부대 중 하나로 만들었다. 그는 군사 규율을 엄격하게 시행하여 종종 채찍으로 위반 사항을 처벌했지만, 때로는 탈영과 같은 심각한 범죄로 유죄 판결을 받은 사람들을 교수형에 처하기도 했다. 후자는 특히 문제였다. 많은 신병들이 외국인이거나 버지니아의 하층 계급 출신이었으며, 분쟁에 대한 이해관계가 거의 없었다. 그는 변경 전쟁에 대한 상세한 지침을 개발했고, 연대의 보급 및 장비 조직을 개인적으로 책임졌으며, 심지어 연대 군복을 디자인하기도 했다. 그는 또한 율리우스 카이사르의 해설에서부터 최근의 영국 훈련 매뉴얼에 이르기까지 온갖 종류의 군사 논문을 탐독했다. 그의 모든 노력에도 불구하고 버지니아 국경은 습격대로 인해 황폐해졌고, 그는 18개월 동안 병력의 3분의 1을 잃었다. 워싱턴과 딘위디의 관계는 이러한 어려움과 영국 연대 기준에 비해 불충분한 급여에 대한 끊임없는 불만으로 인해 다시 악화되었다.
1757년에 워싱턴은 임관을 희망하며 군대 내 관계를 구축하려는 노력을 재개했다. 그는 새로운 총사령관인 라우던 백작에게 아첨하는 편지를 썼고, 심지어 버지니아의 국경 요새 중 하나를 그의 이름을 따서 명명하기도 했다. 그러나 라우던은 1년 동안만 지휘를 맡았고, 루이스버그 요새에 대한 실패한 원정 이후 소환되었다. 그 해 말, 워싱턴은 다시 심한 이질을 앓았고, 1757-58년 겨울 대부분 침대에 누워 있었으며, 심지어 버지니아 의회 의원들에게 자신이 연대 대령으로서의 의무를 제대로 수행할 수 없으므로 자신을 교체해 달라고 제안하기도 했다.

## 포브스 원정

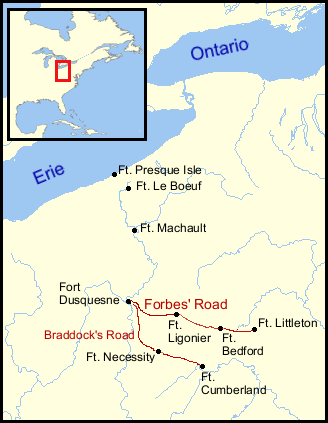
요새 위치와 브래독 및 포브스 원정대가 이동한 경로를 보여주는 지도

1757년 영국 군사 정책의 실패는 런던에서 정부 교체를 야기했고, 윌리엄 피트가 영국의 세계 전쟁 노력을 확고히 통제하게 되었다. 피트는 북미 전쟁에 많은 자원을 집중하기로 결정했고, 세 가지 주요 원정이 계획되었다. 이 중 존 포브스 준장이 지휘하는 원정은 오하이오 지방의 프랑스군에 대한 공격을 목표로 했으며, 첫 번째 주요 목표는 뒤켄 요새를 점령하는 것이었다. 포브스는 2,000명의 정규군과 펜실베이니아 남부에서 모집된 5,000명의 지방군으로 구성된 군대를 이끌 예정이었다.

### 외교와 군사 정치
버지니아 의회는 워싱턴이 총지휘하는 포브스 원정에 참여할 워싱턴 부대 외에 1,000명 규모의 제2연대를 추가로 편성하기로 결정했다. 포브스는 워싱턴의 명성을 이미 알고 있었던 듯, 그를 "내륙 지역의 유능하고 박식한 장교"라고 평가했다. 워싱턴은 다른 군 사령관들과 마찬가지로 주목과 후원을 얻고자 했으며, 존 스탠윅스 장군에게 "포브스 장군께 저를 호의적으로 언급해 주십시오"라고 요청했다. 포브스는 버지니아 부대에게 윈체스터에 집결하라고 명령하는 한편, 군대는 칼라일 (펜실베이니아주)에서 뒤켄 요새 방향으로 새로운 도로를 개척하기 시작했다. 워싱턴의 조언에 부분적으로 기반하여 포브스는 봄과 여름의 대부분을 오하이오 인디언들과 협상하여 그들의 지원을 얻는 데 보냈다. 8월에 예비 협정이 체결되었는데, 그 협정에서 추장 티디어스쿵이 이끄는 많은 인디언들이 프랑스와의 동맹을 포기하기로 동의했다. 워싱턴과 그의 부대는 처음에는 포트 프레더릭과 포트 컴벌랜드 사이의 도로를 개선하는 임무를 받았고, 여름 늦게까지 포트 베드퍼드의 주력군에 합류하지 않았다.
이 시점에서 포브스는 경로 선택에 직면했다. 그는 서부 펜실베이니아를 가로질러 새로운 도로를 건설할 수도 있었고, 남쪽으로 가서 브래독의 경로를 이용할 수도 있었다. 워싱턴은 브래독의 경로를 사용하도록 포브스와 다른 영국 장교들에게 광범위하게 로비했는데, 이 경로는 버지니아의 이익에 더 유리했을 것이다. 포브스와 다른 사람들은 이러한 활동을 좋지 않게 보았고, 개인적이고 지방적인 재정적 동기를 의심했다. 워싱턴이 "우리의 사업은 망했다"고 한탄하며 펜실베이니아 경로를 옹호한 헨리 부케 대령을 비난하는 편지에 대해, 포브스는 화가 나서 "나는 이제 이 새로운 도로에 대한 그들의 계획의 밑바닥에 도달했다"고 썼고, 워싱턴에게 그의 강압적인 주장이 "어떤 장교에게도 수치스러운 일이었다"고 질책했다. 포브스는 궁극적으로 실용적인 군사적 이유로 펜실베이니아 경로를 선택했다. 군대는 뒤켄 요새를 점령하고 유지해야 했으며, 신뢰할 수 있는 보급 경로가 필요했고, 펜실베이니아 경로는 이러한 목적에 더 적합했다. 그러나 원정대가 서쪽으로 진격하고 포브스가 마지막 능선을 넘는 것이 특히 어려울 것이라는 것을 알게 되자, 그는 워싱턴과 버지니아 경로를 옹호하는 다른 사람들이 선택된 경로의 문제점에 대한 그들의 평가에서 옳았을 수 있다는 것을 인정했다.

### 뒤켄 요새 진격
9월 초, 헨리 부케 지휘 하의 병력은 현재의 로이얼해나 타운십 근처에 요새 건설을 시작했으며, 이 요새는 결국 포트 리고니어로 알려지게 되었다. 부케는 포브스가 이질로 병상에 있었기 때문에 원정의 전방 활동을 담당하고 있었다. 9월 11일, 부케는 제임스 그랜트 소령에게 뒤켄 요새의 방어력을 조사하기 위한 정찰병력을 이끌도록 허가했다. 그랜트는 이 기회를 이용하여 요새를 공격했고, 그의 800명 병력 중 3분의 1과 함께 결정적으로 패배하고 포로로 잡혔다. 워싱턴은 관련되지 않았지만, 그의 연대 병사들은 이 참패 속에서도 잘 싸웠다. 62명이 전투에서 사망했고, 다른 병사들은 포로로 잡혔다. 8월 프롱트낵 요새 전투에서 영국군의 승리로 보급선이 끊긴 뒤켄 요새의 프랑스군은 원정을 막거나 최소한 보급품을 확보하기 위해 포트 리고니어를 공격했지만 실패했다.

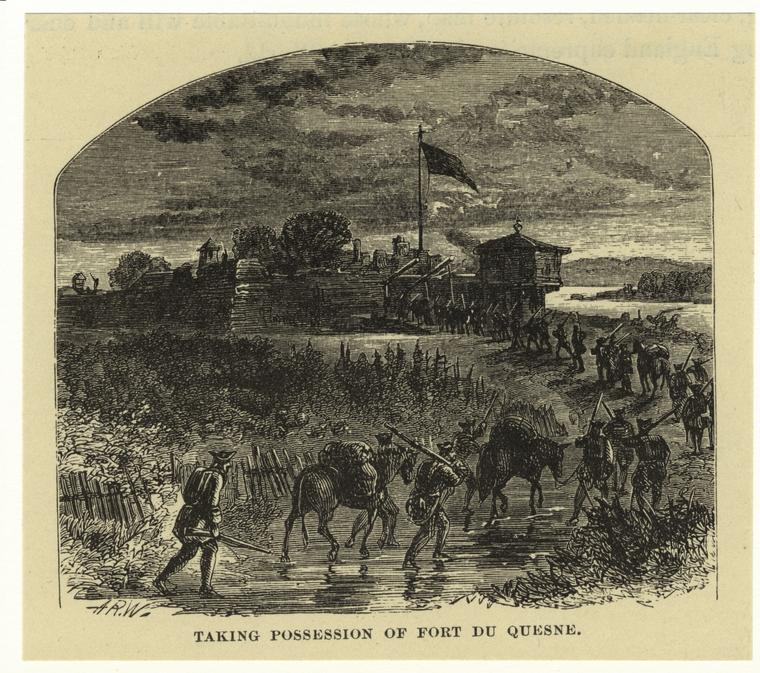
뒤켄 요새를 점령하는 영국군

11월 12일, 프랑스군이 공격대를 보냈다는 소문에 대한 응답으로 포브스는 프랑스군 공격대 보고서를 조사하기 위해 버지니아 연대 분견대를 보냈다. 총성이 영국군 진영에 들리자 포브스는 두 번째 분견대를 보냈다. 1차 자료는 워싱턴이 어느 분견대를 지휘했는지 불분명하다. 다른 분견대는 조지 머서 중령이 지휘했다. 이른 저녁의 희미한 빛과 머스켓 연기의 흐릿함 속에서 두 분견대는 서로를 적으로 착각했다. 아군 사격으로 40명의 사상자가 발생했다. 워싱턴은 "칼로 총을 쳐서" 개입했다고 주장했지만, 유일하게 기록을 남긴 다른 장교인 토머스 불릿 대위는 워싱턴에게 이 사건의 책임을 돌리며 그의 의견이 "여러 장교들"과 공유되었다고 언급했다. 이 사건은 워싱턴에게 감정적인 상처를 남긴 듯하며, 그는 오랫동안 이 사건에 대해 말하거나 쓰지 않았다.
이 사건의 유익한 결과는 여러 포로를 잡았다는 것이었다. 포브스는 그들로부터 뒤켄 요새가 곧 버려질 것이라는 것을 알게 되었다. 이것은 포브스가 원정대의 진격을 가속화하게 만들었고, 곧 뒤켄 요새에서 약 10 마일 (16 km) 떨어진 유리한 위치에 도달했다. 11월 23일 그들은 요새 방향에서 큰 폭발음을 들었다. 그곳의 지휘관인 프랑수아-마리 르 마르샹 드 리니에리가 요새를 폭파시킨 것이었다. 포브스는 다음날 연기 나는 프랑스 요새의 잔해를 찾기 위해 진격한 여단 중 하나의 지휘를 워싱턴에게 맡겼다. 질병으로 여전히 약해진 포브스 장군은 그곳을 잠시만 방문했다. 그는 필라델피아로 돌아가는 여행을 들것에 실려 마쳤고, 1759년 3월에 사망했다. 워싱턴은 12월 말까지 버지니아 자택으로 돌아왔다. 이 원정은 그의 마지막 전쟁 군사 활동이었다.

## 복무 종료
윌리엄스버그로 돌아온 워싱턴은 많은 이들을 놀라게 하며 버지니아 민병대 사임을 제출했다. 많은 장교들이 그를 칭찬했고, 비판적이던 토머스 불릿 대위도 포함되었다. 워싱턴은 자신의 임무에 대한 "정확한 준수", "솔직함, 진정성, 그리고 영혼의 어떤 개방성", 그리고 "항상 당신과 당신의 장교들 사이에 존재했던 상호 존중"으로 칭송받았다. 전기 작가 제임스 페링은 워싱턴이 "우리의 자연스러운 경쟁심과 탁월하고자 하는 욕구를 고취시켰다"와 "우리는 당신에게 가장 맹목적인 신뢰를 둔다"는 진술을 그들의 가장 높은 찬사로 특징짓는다.

## 배운 점

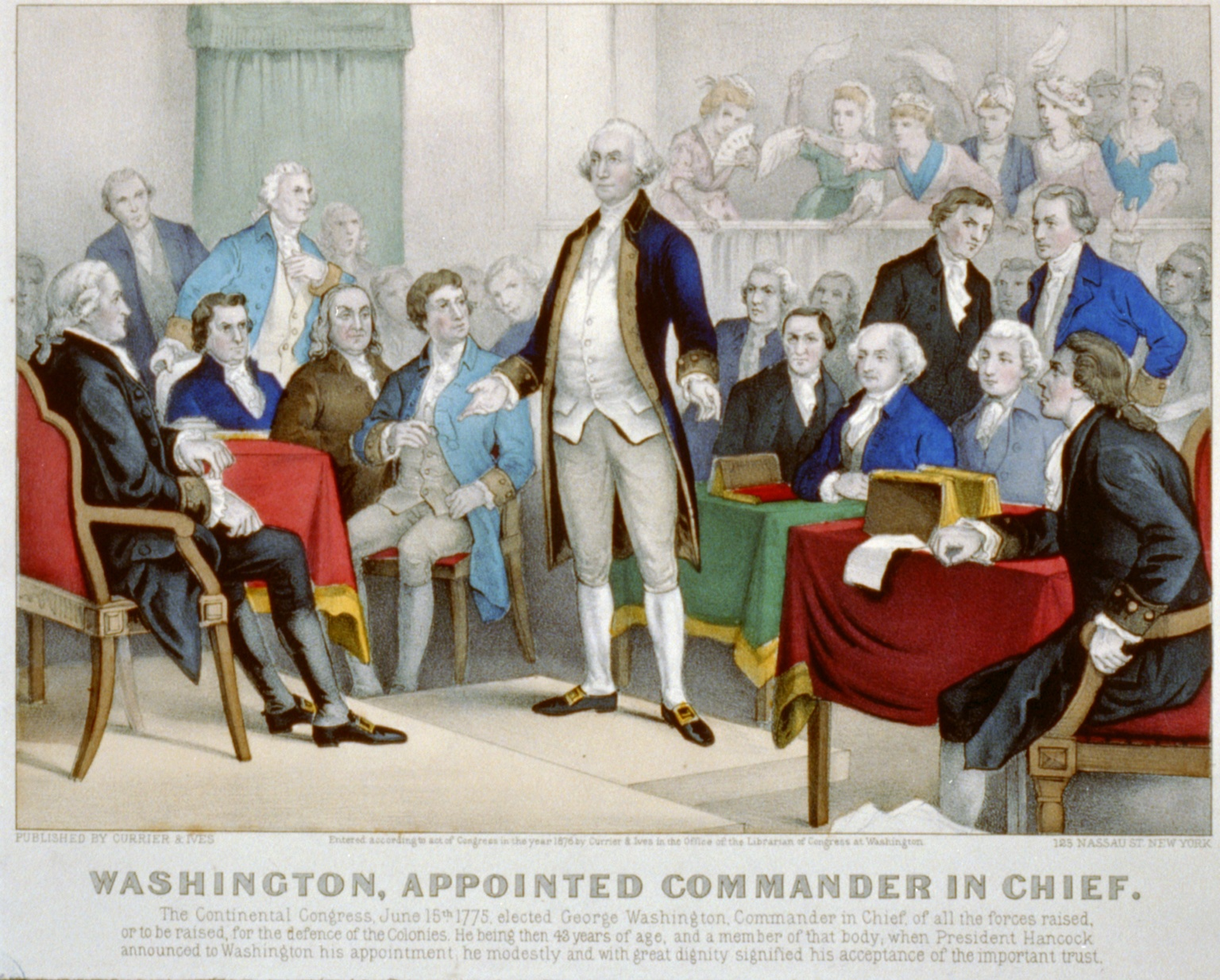
1775년 워싱턴이 대륙육군의 총사령관으로 임명되는 모습을 그린 컬리어 앤 아이브스 석판화

워싱턴은 자신이 열망하던 영국군 임관을 얻지는 못했지만, 이 시기에 귀중한 군사, 정치, 리더십 기술을 습득했고, 식민지와 해외에서 상당한 대중적 인지도를 얻었다. 그는 영국군의 전술을 면밀히 관찰하며, 혁명 기간 동안 매우 귀중한 것으로 입증된 그들의 강점과 약점에 대한 날카로운 통찰력을 얻었다. 그는 재앙과 후퇴를 포함한 가장 어려운 상황에서도 강인함과 용기를 보여주었다. 그는 지휘력을 길렀다. 그의 체격, 힘, 체력, 전투에서의 용기를 고려할 때, 그는 병사들에게 타고난 지도자로 보였고 그들은 의심 없이 그를 따랐다. 워싱턴은 그의 인기로 인해 인맥을 형성했으며, 이는 나중에 혁명 기간 동안 그에게 큰 도움이 될 것이다. 그의 전쟁 참전은, 주어진 상황에서, 그가 지도자가 어떤 모습이어야 하는지에 대한 자신만의 생각을 형성하기에 충분했다. 워싱턴은 자신의 중대와 연대를 조직하고, 훈련하고, 기강을 잡는 법을 배웠다. 관찰, 독서, 전문 장교들과의 대화를 통해 그는 전장 전술의 기본뿐만 아니라 조직 및 병참 문제에 대한 좋은 이해를 얻었다. 역사가 론 체르노는 이 갈등 동안 정부 관리들을 상대하면서 겪은 좌절이 그로 하여금 강력한 중앙 정부와 결과를 낼 수 있는 활기찬 행정 기관의 이점을 옹호하게 만들었다고 주장한다. 다른 역사가들은 워싱턴의 정부에 대한 입장을 그의 후기 미국 독립 전쟁 복무에 귀속시키는 경향이 있다. 그의 거래는 또한 그에게 지역 및 지방 수준의 관리들과 협상하는 데 필요한 외교 기술을 제공했다. 그는 정규군에 비해 너무 신뢰할 수 없고, 너무 규율이 없으며, 너무 단기적인 민병대의 가치에 대해 매우 부정적인 생각을 갖게 되었다. 반면에 그의 경험은 약 1,000명의 병력 지휘로 제한되었고, 보스턴, 뉴욕, 트렌턴, 필라델피아에서 혁명 중 직면한 도시 상황과는 거리가 먼 외딴 변경 지역 상황에서만 이루어졌다.

## 말년
1759년 1월 6일, 워싱턴은 부유한 버지니아 과부인 마사 댄드리지 커스티스와 결혼했다. 그는 1758년 여름에 이미 버지니아 시민 대표 의회에 당선되었다. 다음 16년 동안 그는 버지니아 농장주이자 정치인으로서의 삶을 살았다. 영국 의회와 식민지 사이의 긴장이 고조되면서, 그는 점차 의회 정책에 반대하는 입장을 취했다. 1775년 4월 미국 독립 전쟁이 발발하자, 워싱턴은 군복을 입고 제2차 대륙회의에 참석하여 대륙육군의 총사령관으로 선출되었다. 미국군을 승리로 이끈 후, 그는 미국 헌법 초안을 작성한 필라델피아 제헌회의의 의장을 맡았고, 그 후 초대 미국 대통령으로 선출되어 두 번의 임기를 지냈다. 그는 1798년 프랑스와의 전쟁 위협 동안 잠시 추가 군 복무를 했고, 1799년 12월에 사망했다. 그는 "국부"로 널리 인정받고 있다.

## 같이 보기
- 조지 워싱턴 문서 목록
- 7년 전쟁의 영국
- 7년 전쟁의 프랑스
- 조지 워싱턴과 이로쿼이 연맹의 관계

## 내용주
1. ↑  데드햄을 포함하여.[59]

## 참조주
1. ↑  Freeman, pp. 1:1–199
2. ↑  Chernow, ch. 1
3. ↑  Anderson, p. 30
4. ↑  Freeman, p. 1:268
5. ↑  Anderson, p. 16
6. ↑  Anderson, pp. 17,25
7. ↑  Anderson, p. 28
8. ↑  O'Meara, pp. 18–20
9. ↑  Anderson, p. 37
10. ↑  O'Meara, p. 3
11. ↑  Chernow, pp. 56-57
12. 1 2  Anderson, p. 43
13. 1 2  Anderson, p. 44
14. ↑  O'Meara, pp. 3–4
15. ↑  O'Meara, p. 5
16. 1 2 3 4  Anderson, p. 45
17. ↑  O'Meara, pp. 33–34
18. 1 2  O'Meara, p. 45
19. ↑  O'Meara, p. 41
20. ↑  O'Meara, pp. 50–51
21. ↑  Anderson, p. 49
22. ↑  Lengel, p. 31
23. 1 2  Anderson, p. 51
24. ↑  Anderson, p. 50
25. ↑  Lengel, p. 32
26. ↑  Lengel, p. 33
27. ↑  Lengel, p. 34
28. ↑  Lengel, p. 35
29. ↑  Lengel, p. 37
30. 1 2 3  Anderson, p. 6
31. ↑  Anderson, p. 53
32. ↑  Anderson, pp. 54–55
33. ↑  Anderson, pp. 59–60
34. ↑  Anderson, pp. 60–61
35. ↑  Lengel, p. 40
36. ↑  Lengel, p. 41
37. ↑  Anderson, pp. 62–64
38. ↑  Lengel, p. 44
39. ↑  Ellis, pp. 14–17
40. ↑  Anderson, p. 72
41. ↑  Ferling (2010), p. 25
42. 1 2  Ferling (2010), p. 26
43. ↑  Lengel, p. 50
44. ↑  Ferling (2002), p. 65; Leach in a full length study shows that, "Redcoats often seems to regard the colonists with a condescension bordering on contempt, marking them down as unsophisticated and even crude outlanders... Such highly negative judgments were constantly being relayed by the officers [to] England."  Douglas Edward Leach, Roots of Conflict: British Armed Forces and Colonial Americans, 1677–1763 (1986), p. 106
45. 1 2 3  Ferling (2010), p. 28
46. ↑  Lengel, p. 51
47. ↑  Lengel, p. 52
48. ↑  Lengel, p. 53
49. 1 2  Anderson, p. 97
50. ↑  Anderson, p. 99
51. ↑  Lengel, p. 57
52. ↑  Ferling (2010), p. 29
53. ↑  Lengel, p. 59
54. 1 2 3  Lengel, p. 60
55. ↑  Ellis, p. 26
56. ↑  Ferling (2010), pp. 29–30
57. ↑  Ferling (2010), pp. 30–31
58. ↑  Lengel, p. 64
59. ↑  Hanson, Robert Brand (1976). 《Dedham, Massachusetts, 1635–1890》. Dedham Historical Society. 138쪽.
60. ↑  Ferling (2010), p. 31
61. 1 2 3  Ferling (2010), p. 32
62. ↑  Higginbotham (2001), p. 53
63. ↑  Anderson, p. 290
64. ↑  Ferling (2010), p. 33
65. ↑  Ferling (2010), pp. 34–38
66. ↑  Ellis, pp. 30–31
67. ↑  Lengel, pp. 67–68
68. ↑  Anderson, pp. 211–213
69. ↑  Anderson, p. 233
70. ↑  Anderson, p. 236
71. 1 2 3  Lengel, p. 70
72. ↑  Lengel, p. 69
73. ↑  Anderson, p. 258
74. ↑  Ferling (2010), p. 40
75. ↑  Ferling (2010), pp. 40–41
76. ↑  Lengel, p. 72
77. ↑  Ferling (2010), p. 41
78. ↑  Anderson, p. 213
79. ↑  Cubbison, p. 112
80. ↑  Anderson, p. 271
81. ↑  Anderson, p. 272
82. ↑  Lengel, p. 74
83. ↑  O'Meara, pp. 204–205
84. 1 2  Ferling (2010), p. 43
85. ↑  Ellis, p. 75
86. ↑  Anderson, p. 283
87. ↑  Ferling (1989), p. 57
88. 1 2  Lengel, p. 76
89. ↑  Ferling (2010), pp. 43–44
90. 1 2  Ferling (2010), p. 44
91. ↑  Chernow, ch. 8; Freeman and Harwell, pp. 135–139; Flexner (1984), pp. 32–36;  Ellis, ch. 1; Higginbotham (1985), ch. 1
92. ↑  Ellis, p. 14
93. ↑  Ellis, pp. 38,69
94. ↑  Fischer, p. 13
95. ↑  Higginbotham (1985), pp. 14–15
96. 1 2  Chernow, ch. 8, last paragraphs
97. ↑  Ellis and Ferling, for example, do not discuss this stance in reference to Washington's French and Indian War service, and cast it almost exclusively in terms of his negative experiences dealing with the Continental Congress during the Revolution. See Ellis, p. 218, Ferling (2010), pp. 32–33,200,258–272,316. Don Higginbotham places Washington's first formal advocacy of a strong central government in 1783 (Higginbotham (2004), p. 37).
98. ↑  Higginbotham (1985), pp. 22–25
99. ↑  Freeman and Harwell, pp. 136–137
100. ↑  Ellis, p. 39
101. ↑  Ferling (2010), p. 50
102. ↑  Ellis, p. 40
103. ↑  Ferling (2010), pp. 75–76
104. ↑  Ellis, pp. 69–71
105. ↑  See e.g. Ferling (2010), chapters 3–11
106. ↑  Lengel, pp. 360–364
107. ↑  Grizzard, pp. 105–107

## 참고 문헌
- Anderson, Fred (2000). 《Crucible of War: The Seven Years' War and the Fate of Empire in British North America, 1754–1766》. New York: Alfred Knopf. ISBN 978-0-375-40642-3. OCLC 237426391.
- Chernow, Ron (2010). 《워싱턴: 한 삶》. New York: Penguin. ISBN 978-1-59420-266-7. OCLC 535490473.
- Ellis, Joseph (2004). 《각하: 조지 워싱턴》. New York: Random House. ISBN 978-1-4000-3253-2. OCLC 398070302.
- Ferling, John E (1989). 《The First of Men: A Life of George Washington》. Knoxville, TN: University of Tennessee Press. ISBN 978-0-87049-628-8. OCLC 55550058.
- Ferling, John E (2002). 《Setting the World Ablaze: Washington, Adams, Jefferson, and the American Revolution》. Oxford: Oxford University Press. ISBN 978-0-19-515084-1. OCLC 263712559.
- Ferling, John E (2010). 《The Ascent of George Washington: The Hidden Political Genius of an American Icon》. New York: Bloomsbury Press. ISBN 978-1-60819-095-9. OCLC 462908150.
- Fischer, David Hackett (2004). 《워싱턴의 건너기》. New York: Oxford University Press. ISBN 0-19-518159-X.
- Flexner, James Thomas (1974). 《Washington: The Indispensable Man》. Boston, MA: Little, Brown. OCLC 450725539. Single-volume condensation of Flexner's popular four-volume biography.
- Freeman, Douglas S (1948–1957). 《George Washington: A Biography》. New York: Scribner. OCLC 425613. Seven volumes scholarly biography, winner of the Pulitzer Prize.
- Freeman, Douglas S; Harwell, Richard (1968). 《Washington》. New York: Scribner. OCLC 426557. Abridgement of Freeman's multivolume biography.
- Grizzard, Frank E. Jr (2005). 《George! A Guide to All Things Washington》. Buena Vista and Charlottesville, VA: Mariner Publishing. ISBN 978-0-9768238-0-3. OCLC 232006080.
- Higginbotham, Don (1985). 《George Washington and the American Military Tradition》. Athens, GA: University of Georgia Press L. ISBN 978-0-8203-0786-2. OCLC 489783125.
- Higginbotham, Don (2001). 《George Washington Reconsidered》. Charlottesville, VA: University of Virginia Press. ISBN 978-0-8139-2006-1. OCLC 231871657.
- Higginbotham, Don (2004). 《George Washington: Uniting a Nation》. Lanham, MD: Rowman & Littlefield. ISBN 978-0-7425-2209-1. OCLC 60832326.
- Lengel, Edward (2005). 《General George Washington》. New York: Random House Trade Paperbacks. ISBN 978-0-8129-6950-4. OCLC 255642134.
- O'Meara, Walter (1965). 《Guns at the Forks》. Englewood Cliffs, NJ: Prentice Hall. OCLC 21999143.

## 추가 자료
워싱턴에 대한 일반적인 저작물 목록은 조지 워싱턴 문헌을 참조하십시오. 전쟁에 대한 일반적인 문헌은 프렌치 인디언 전쟁과 7년 전쟁을 참조하십시오. 이 시기의 워싱턴과 버지니아에 대한 구체적인 저작물은 다음과 같습니다.
- Alden, John Richard (1973). 《Robert Dinwiddie: Servant of the Crown》. Williamsburg, VA: Colonial Williamsburg. ISBN 978-0-87935-002-4. OCLC 1743718.
- Ambler, Charles (2006). 《George Washington and the West》. Whitefish, MT: Kessinger Publishing. ISBN 978-0-548-14671-2. OCLC 235951055.
- Anderson, Fred. The war that made America: A short history of the French and Indian War (Penguin, 2006).
- Brumwell, Stephen. George Washington: Gentleman Warrior (Quercus, 2013).
- Fowler Jr, William M. Empires at War: The French and Indian War and the Struggle for North America, 1754–1763 (Bloomsbury, 2009).
- Hofstra, Warren (1998). 《George Washington and the Virginia Backcountry》. Madison, WI: Madison House. ISBN 978-0-945612-50-6. OCLC 34515281.
- Knollenberg, Bernard (1964). 《George Washington, the Virginia Period, 1732–1775》. Durham, NC: Duke University Press. OCLC 426483.
- Koontz, Louis Knott (1941). 《Robert Dinwiddie, his Career in American Colonial Government and Westward Expansion》. Glendale, CA: Arthur H. Clark. OCLC 308333.
- Lewis, Thomas A (1992). 《For King and Country: the Maturing of George Washington, 1748–1760》. New York: HarperCollins. ISBN 978-0-06-016777-6. OCLC 191122817.
- Misencik, Paul R. George Washington and the Half-King Chief Tanacharison: An Alliance that Began the French and Indian War (McFarland, 2014).
- Way, Peter. The cutting edge of culture: British soldiers encounter Native Americans in the French and Indian war (Routledge, 2020).
- Wood, Douglas McClure. "" I Have Now Made a Path to Virginia": Outacite Ostenaco and the Cherokee-Virginia Alliance in the French and Indian War." West Virginia History 2.2 (2008): 31–60. online

### 주요 출처
- Gist, Christopher (1893). 《Christopher Gist's Journals》. Pittsburgh, PA: J. R. Weldin. OCLC 3759083. 1753년 워싱턴과 동행한 오하이오 컴퍼니 개척자의 일지.
- Washington, George (1754). 《The Journal of Major George Washington》. Williamsburg, VA: T. Jefferys. OCLC 47885920. 워싱턴의 1753년 일지 인쇄본.
- Washington, George; Toner, Joseph (1893). 《Journal of Colonel George Washington》. Albany, NY: J. Munsell's Sons. OCLC 317621479. 워싱턴의 1754년 일지 인쇄본.
- Washington, George; Abbot, W. W.; Twohig, Dorothy; Chase, Philander (1983–1995). 《The Papers of George Washington: the Colonial Period》. Charlottesville, VA: University of Virginia Press. ISBN 978-0-8139-0912-7. OCLC 7947187. 1775년까지의 워싱턴 서류를 담은 10권짜리 세트.